# Hà Bá
Hà Bá (chữ Hán: 河伯) là một vị thần cai quản sông trong tín ngưỡng dân gian và Đạo giáo giống như Thổ Địa là một vị thần cai quản đất đai. Vì vậy người Việt mới có câu: "Đất có Thổ Công (Thổ Địa), sông có Hà Bá" là vậy.

## Thờ cúng
Hà Bá không được thờ rộng rãi mà chỉ được người thờ ở những ven sông để cầu cho mọi người không gặp nạn trên sông và cầu cho mọi người bắt được nhiều cá trong mùa mưa.

## Miêu tả
Hà Bá thường được miêu tả là một ông lão râu tóc bạc trắng tay cầm một cây gậy phất trần với một bầu nước uống, ngồi trên lưng một con rùa và cười vui vẻ.